# Lonate Pozzolo
Lonate Pozzolo – miejscowość i gmina we Włoszech, w regionie Lombardia, w prowincji Varese.
Według danych na rok 2004 gminę zamieszkiwało 11 485 osób, 396 os./km².